# In the Wee Small Hours of the Morning
In the Wee Small Hours of the Morning è un brano musicale del 1955 composto da David Mann (musica) e Bob Hilliard (testo). È la title track dell'album In the Wee Small Hours di Frank Sinatra del 1955.

## Il brano
La canzone fu composta da Mann e Hilliard durante una sessione di lavoro prolungatasi fin dopo mezzanotte svoltasi a casa di Hilliard nel New Jersey. Mann doveva partire per New York ma Hilliard insistette affinché egli rimanesse per lavorare su un brano improvvisato sul momento. Mann acconsentì riluttante e compose la melodia del pezzo, per il quale Hilliard scrisse in breve tempo il testo.

## Cover
- Johnny Mathis, album Wonderful Wonderful (1957).
- Andy Williams, album Lonely Street (1959).
- Ella Fitzgerald, album Ella Fitzgerald Live at Mister Kelly's (registrato nel 1958, pubblicato nel 2007).
- Julie London, album Around Midnight (1960) e The Ultimate Collection (2006)
- Art Blakey & the Jazz Messengers, album Caravan (1962).
- Oscar Peterson, album The Trio (1962)
- Gerry Mulligan, album Night Lights (1963)
- Johnny Hartman, album I Just Dropped By to Say Hello (1963).
- Frank Sinatra, album Sinatra's Sinatra (1963)
- Astrud Gilberto, album I Haven't Got Anything Better To Do (1969).
- Carly Simon, album My Romance (1990).
- Barbra Streisand, album Love Is the Answer (2009).
- The Four Freshmen
- Keith Jarrett, album Keith Jarrett at the Blue Note (1995).
- Liza Minnelli
- Carol Sloane
- John Pizzarelli
- Nancy Sinatra
- Rosemary Clooney
- Chris Botti
- Nanci Griffith
- Jamie Cullum
- Ronnie Milsap
- Dave Van Norden
- Steve Tyrell
- Kurt Elling
- John Mayer
- Daniel Matto
- Diana Krall
- Gary Crosby, album Gary Crosby Belts the Blues (1959)